# Qui, sinon nous
Pour plus de détails, voir Fiche technique et Distribution.
Qui, sinon nous (Кто, если не мы, Kto, esli ne my) est un film russe réalisé par Valery Priomykhov en 1998.

## Synopsis
Ce film raconte l'histoire de deux garçons qui veulent devenir millionnaires et essayent de braquer un magasin. Le plus âgé est envoyé en maison de correction alors que le second est placé dans une école spéciale pour enfants difficiles.

## Fiche technique
- Titre : Qui, sinon nous
- Titre original : Кто, если не мы, Kto, esli ne my
- Réalisation : Valery Priomykhov
- Scénario : Valery Priomykhov
- Direction artistique : Vladimir Kirs, Mikhaïl Nizhinski
- Photographie : Aleksandr Nossovski (ru)
- Caméra : Eduard Melnikov
- Compositeur : Vladimir Martynov, Iouri Chevtchouk
- Producteur : Karen Chakhnazarov
- Producteur exécutif : Galina Chadour
- Studio : Mosfilm
- Format : Couleur - 1.85 : 1 - Mono
- Genre : comédie dramatique
- Pays : Russie
- Langue : russe
- Durée : 89 minutes
- Sortie : 1998

## Distribution
- Arthur Smolianinov : Toliassik
- Evgueni Kraïnov : Zmei
- Valery Priomykhov : Guennadi Samokhine
- Tatiana Yakovenko (ru) : mère de Zmei
- Lyanka Gryu (en) : Irotchka
- Tatiana Doguileva : déléguée des parents d'élèves
- Albert Filozov : Anatoli Ignatitch, enseignant référent
- Ekaterina Vassilieva : parent d'élève
- Alekseï Panine : agent de milice
- Nikolaï Tchindiaïkine (ru) : directeur de la maison de correction
- Ivan Okhlobystine : pathologiste
- Oksana Arbouzova : sœur de Toliassik
- Nadejda Markina : mère de Toliassik

## Récompenses
- Nika du meilleur scénario pour Valery Priomykhov (1999) ;
- Grand Prix au 3e Festival des Arts Visuels de Touapsé (1999);
- Prix spécial pour Valery Priomykhov au Festival du film de Taormine (1999)[3]